# Wallace (cràter)
Wallace és un cràter d'impacte situat a la Lluna, format per les restes d'un cràter que ha estat inundat per la lava. Es troba a la part sud-est de la Mare Imbrium, a nord-est del cràter Eratosthenes.

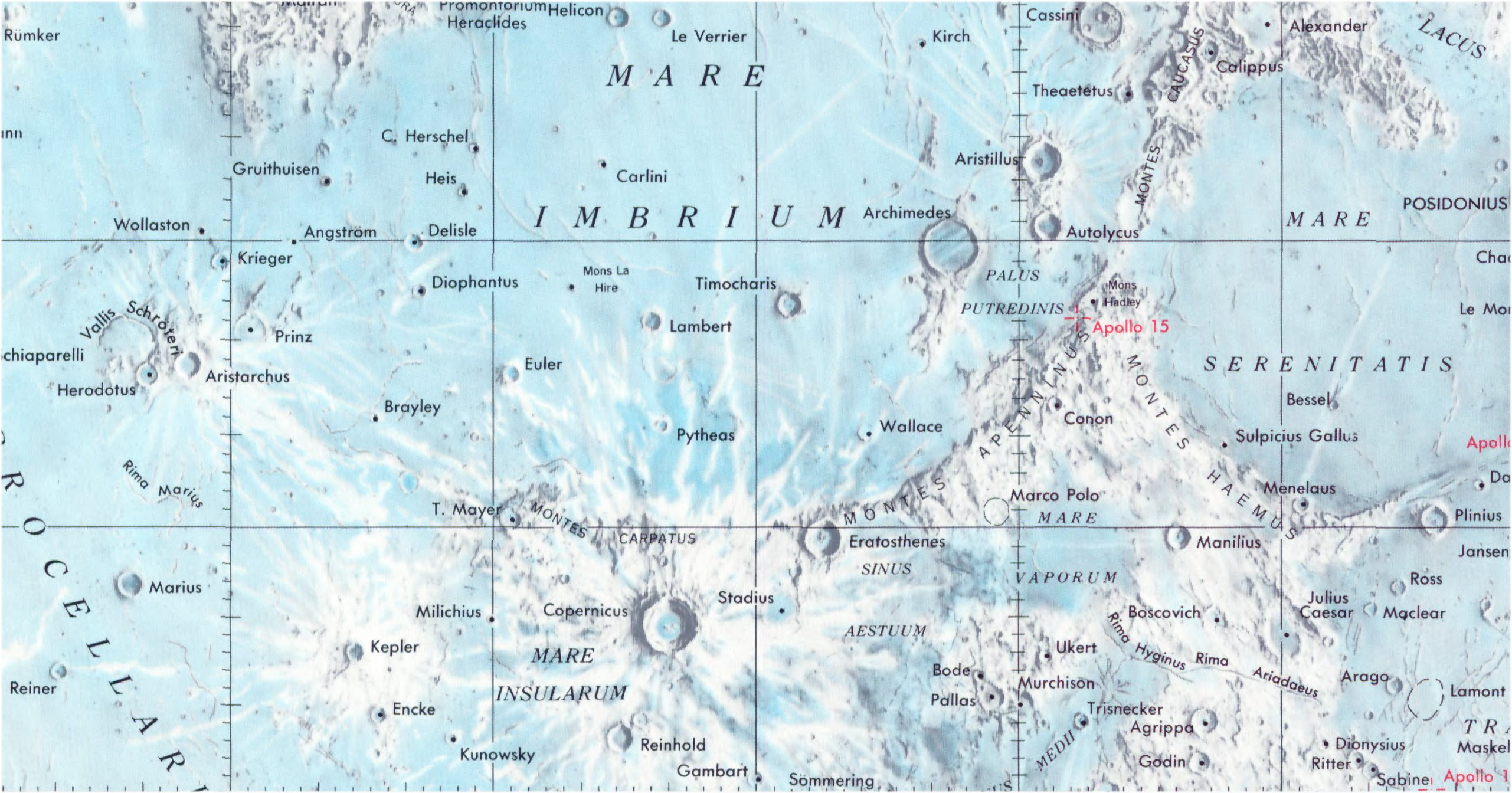
Localització de Wallace (centre de la imatge)
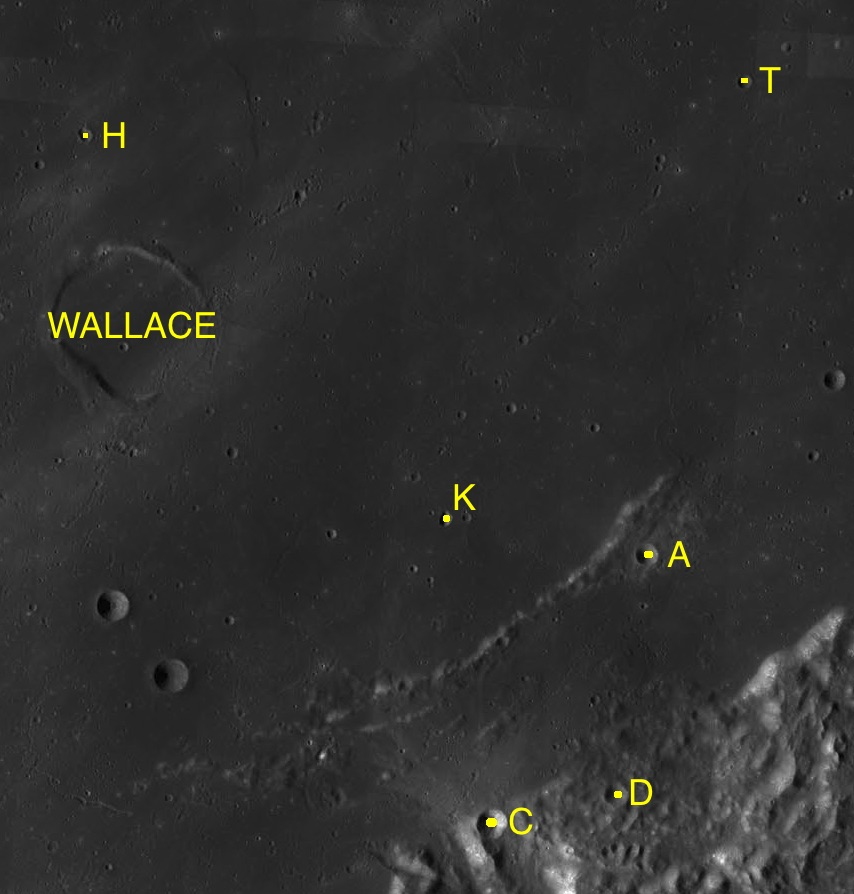
Cràters satèl·lit

La vora del cràter forma un contorn lleugerament poligonal, i s'obre cap al sud-est. El sòl és pla i està desproveït de característiques rellevants, encara que es troba dins de l'àrea de sistema de marques radials de Copernicus, situat a sud-oest. La vora ascendeix a una alçada de 0.4 km sobre la mar lunar.

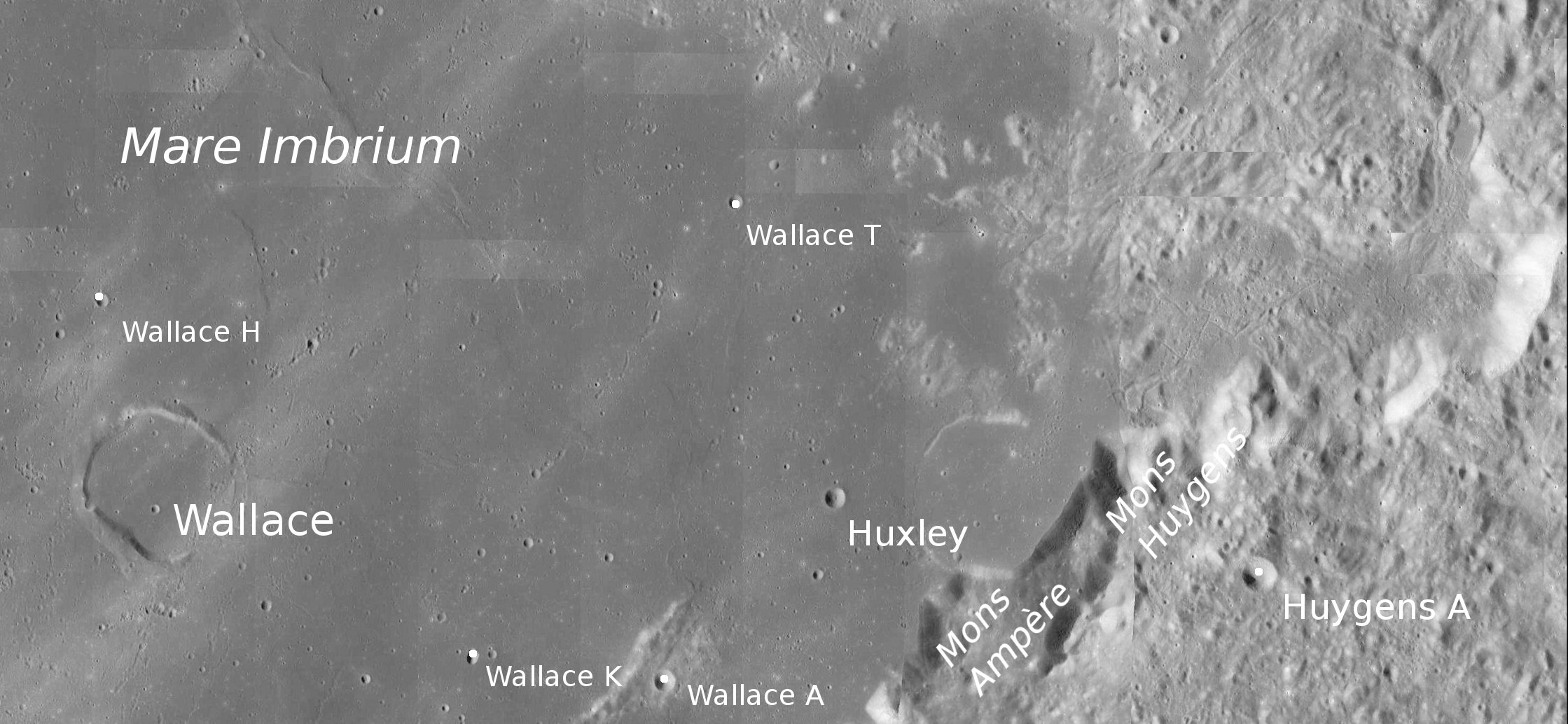
Rodalies de Wallace
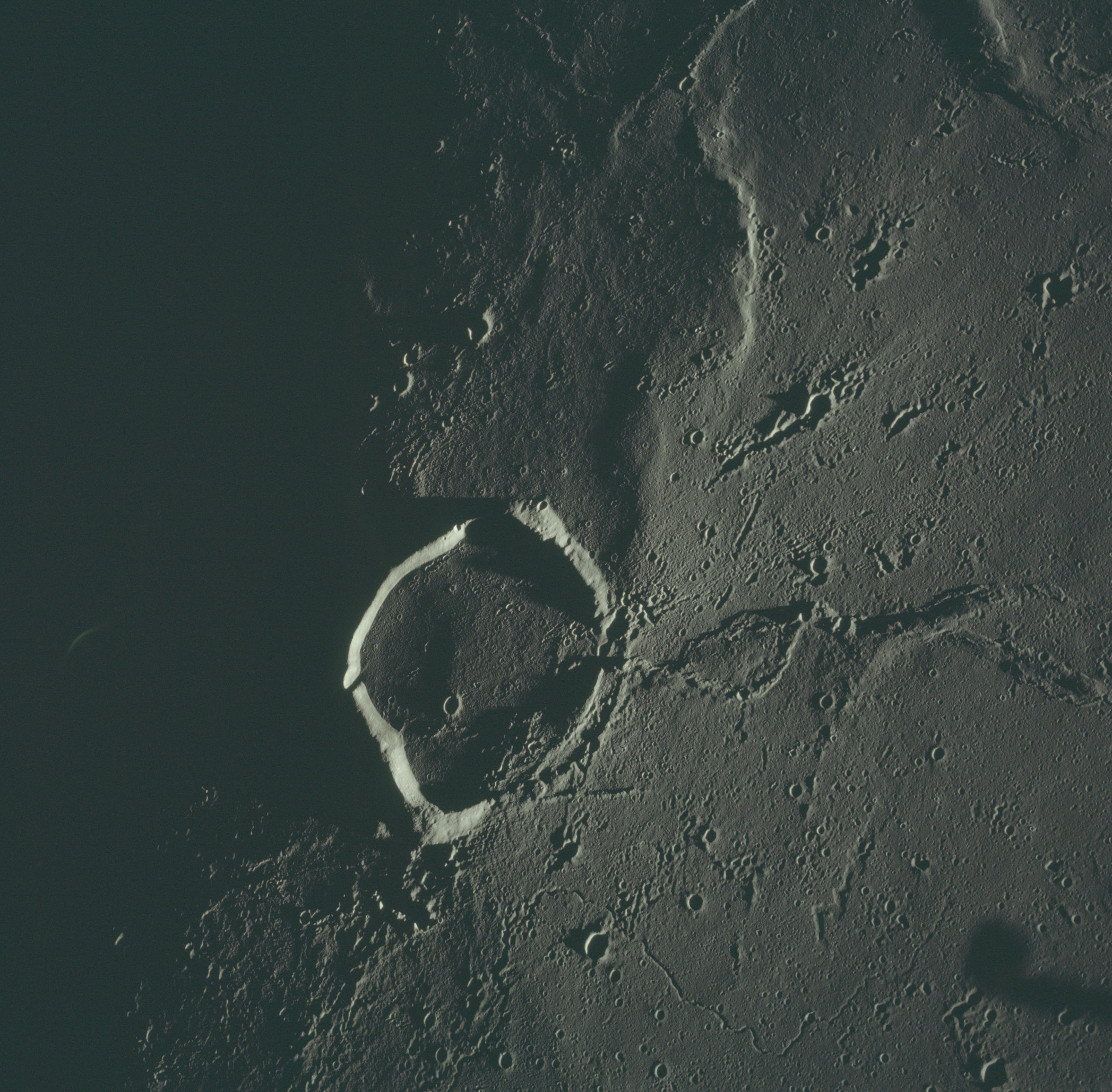
Wallace al pas del terminador (imatge de l'Apollo 17)

## Cràters satèl·lit
Per convenció aquests elements són identificats en els mapes lunars posant la lletra en el costat del punt central del cràter que està més proper a Wallace.
| Wallace | Coordenades                        | Diàmetre |
| ------- | ---------------------------------- | -------- |
| A       | 19° 12′ N, 5° 36′ O / 19.2°N,5.6°O | 4 km     |
| C       | 17° 36′ N, 6° 24′ O / 17.6°N,6.4°O | 5 km     |
| D       | 17° 54′ N, 5° 42′ O / 17.9°N,5.7°O | 4 km     |
| H       | 21° 18′ N, 9° 06′ O / 21.3°N,9.1°O | 2 km     |
| K       | 19° 18′ N, 6° 48′ O / 19.3°N,6.8°O | 3 km     |
| T       | 21° 54′ N, 5° 06′ O / 21.9°N,5.1°O | 2 km     |